# Mohammed Fahim Khan
Pour les articles homonymes, voir Khan.
Mohammad Qasim Fahim Khan, né en 1957 à Omarz, dans le Pandjchir et mort le 9 mars 2014 à Kaboul, est un homme politique, chef militaire, seigneur de guerre et maréchal afghan.

## Biographie
Il est membre du mouvement du général Ahmad Shah Massoud, au sein duquel il participe au djihad contre l'URSS malgré des soupçons laissant penser qu'il a aussi aidé les Soviétiques. D'avril 1992 à décembre 2004, il est le directeur du KHAD, le service de renseignement de l’Alliance du Nord. Dès 1994, il est le chef la sécurité de Massoud. Après l'attentat du 9 septembre 2001, où le général Massoud est tué, il devient membre de la troïka qui dirige le Parti islamique afghan. Il remplace aussi Massoud à la tête de la Shura-e Nazar (conseil de supervision) des combattants de la vallée du Pandjchir. Il est parfois soupçonné d'avoir été l'instigateur de l'assassinat du général Massoud.

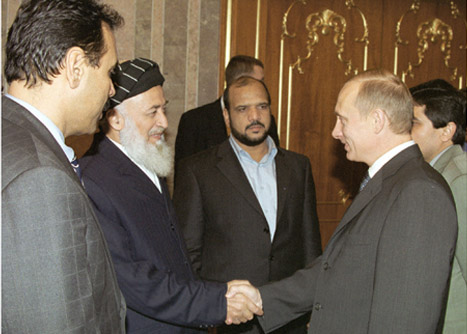
Le maréchal Mohammed Fahim Khan (au centre) lors d'une rencontre entre l'ancien président afghan Burhanuddin Rabbani et Vladimir Poutine en octobre 2001.

Après la chute du régime des Talibans (1996-2001), où il commande une milice d'environ 10 000 hommes, il reçoit la dignité de maréchal et devient ministre de la Défense en décembre 2001. Il est confirmé dans ses fonctions par la Loya Jirga en juin 2002. Les Américains l'y accusent d'être responsable des retards pris par la nouvelle armée afghane dans sa formation et il est contraint de donner des gages à la fin de l'année 2003. Il livre notamment l'essentiel de l'arsenal de la Shura-e Nazar et commence à démobiliser ses miliciens. Mohammed Fahim Khan est aussi accusé, début 2003, de privilégier les officiers supérieurs du Pandjchir au détriment notamment des Pachtounes. Il doit se résoudre à remplacer quinze officiers pandjchiri par des officiers issus des principales ethnies afghanes. L'exemple le plus spectaculaire étant la nomination du général Gol Zarak Khan Zadran comme vice-ministre de la Défense.
Ces mesures l'éloignent de ses soutiens de la vallée du Pandjchir qui lui reprochent de trahir leurs intérêts. Ce sentiment est renforcé par le scandale de spéculation immobilière dans lequel il est impliqué à Kaboul en septembre 2003 et surtout par son soutien pour Hamid Karzai lors des élections présidentielles de cette année. Une partie des habitants du Pandjchir se détournent alors vers le frère du général Massoud, Ahmad Wali Massoud qui a fondé le Nehzat-e Melli-e Afghanistan, et le ministre des Affaires étrangères, le docteur Abdullah. Le général Abdul Rachid Dostom, un de ses principaux rivaux, profitera ainsi de l'affaiblissement du ministre de la Défense pour exiger sa démission. Le maréchal Fahim parvient à poursuivre le processus de désarmement, l'étend au reste du pays mais il est finalement démis de ses fonctions de ministre de la Défense le 23 décembre 2004.
Il est peu après suspecté d'être un des principaux narco-trafiquants afghans. Ces nouveaux soupçons déclenchent ainsi de nombreuses protestations lorsqu'Hamid Karzai le nomme officiellement comme conseiller.
En 2009, il est élu vice-président de la République islamique d'Afghanistan au côté du président Hamid Karzai.
Il meurt « de mort naturelle » le 9 mars 2014, d'après le porte-parole de la présidence afghane.